# Stowarzyszenie Studenckie WIGGOR
Stowarzyszenie Studenckie WIGGOR – organizacja studencka zrzeszająca studentów wrocławskich uczelni wyższych, działająca przy Uniwersytecie Ekonomicznym we Wrocławiu. Została utworzona na początku 1996 r., a zamierzeniem jej założycieli było utworzenie koła studenckiego, działającego jak mała firma i przybliżającego jego członkom zasady pracy w korporacji. W efekcie, Wiggor stał się podmiotem non-profit, realizującym szerokie spektrum projektowe: od projektów rozrywkowych, przez ścisłe badania marketingowe i statystyczne, po konkursy i projekty na skalę ogólnopolską. Współpracuje z jednymi z największych firm polskich i światowych, takimi jak: PZU, Kaufland, UPS, InsERT i wiele innych.

## Cele
Misją organizacji jest “kreowanie najlepszych studentów oraz promowanie ich najlepszym firmom i instytucjom”. W jej realizacji Wiggorowi przyświeca sześć głównych haseł, tworzących zarazem nazwę Stowarzyszenia. Są to:
Wiedza
Inicjatywa
Gotowość
Gwarancja
Otwartość
Rozwój

## Członkowie

### Kierownictwo
Kierownictwo Wiggoru składa się z trzyosobowego Zarządu oraz Komisji Rewizyjnej, wybieranych spośród aktywnych członków na roczną kadencję.

### Członkowie aktywni
Większość członków Stowarzyszenia stanowią studenci Uniwersytetu Ekonomicznego we Wrocławiu, jednakże rekrutacja jest otwarta dla studentów ze wszystkich wrocławskich uczelni. Statutowym obowiązkiem każdego z członków jest wybór co najmniej jednego działu i co najmniej jednego projektu, w ramach których deklaruje on działalność. Proces rekrutacyjny Stowarzyszenia jest przeprowadzany dwa razy do roku, na początku każdego z semestrów akademickich. Wzorowany jest na naborach przeprowadzanych w firmach tzw. „wielkiej czwórki” i obejmuje trzy etapy: wypełnienie aplikacji, rozmowę kwalifikacyjną oraz case study.

### Członkowie młodzi
Kandydaci, którzy pozytywnie przeszli proces rekrutacyjny, są nazywani członkami młodymi. Przez pierwsze pół roku są oni wprowadzani w działalność Wiggoru przez starszych kolegów, dokonują także wyboru działów i projektów, w których tworzeniu chcą uczestniczyć.

### Członkowie honorowi
Członkostwo honorowe jest nadawane osobom szczególnie zasłużonym dla działalności Stowarzyszenia. Nadanie statusu członka honorowego następuje na wniosek byłego członka aktywnego, w drodze uchwały Walnego Zebrania Stowarzyszenia. Członkowie honorowi mogą dołączyć do Komitetu Honorowego, który jest ciałem o charakterze konsultacyjnym i ma za zadanie służyć Stowarzyszeniu radą w istotnych kwestiach dotyczących jego działalności. Nierzadko członkowie honorowi prowadzą także szkolenia i spotkania dla młodych członków, dzieląc się wiedzą nabytą przez lata działalności w Stowarzyszeniu.

## Działy
W strukturach Wiggoru funkcjonuje 6 działów, oferujących członkom zgłębianie wybranej dziedziny wiedzy z zakresu zarządzania firmą. Ich spotkania mają charakter warsztatowy, zwykle poza dyskusją nad wybranym zagadnieniem uczestnicy realizują również miniprojekty, obrazujące dany temat od strony praktycznej. 
- Finanse – dział skupiający się na ekonomicznych aspektach zarządzania firmą lub organizacją. Członkowie zajmują się księgowaniem faktur, zarządzaniem dokumentami podatkowymi, sporządzaniem sprawozdań finansowych czy tworzeniem planów budżetowych.

- Kontakty zewnętrzne – dział dbający o dobre relacje z firmami i instytucjami zewnętrznymi. Do jego zadań należy przede wszystkim zdobywanie nowych partnerów i utrzymywanie kontaktu z aktualnymi, a także pozyskiwanie nagród i finansów do projektów organizowanych przez Stowarzyszenie. Podczas spotkań odbywają się szkolenia z zakresu m.in. prowadzenia oficjalnych rozmów biznesowych, pisania formalnych e-maili czy stosowania metod negocjacyjnych.

- Human Resources – dział ten dba przede wszystkim o organizowanie szkoleń i integracji, nadzoruje przebieg programów mentoringowych, troszczy się o młodych członków Stowarzyszenia oraz wspiera proces rekrutacji. Nierzadko członkowie działu zajmują się także organizacją wydarzeń okolicznościowych dla całego Stowarzyszenia, takich jak np. wieczór wigilijny.

- Marketing – dział zajmujący się wszystkim, co związane jest z wizualnymi i promocyjnymi aspektami działalności Stowarzyszenia. Jego członkowie podczas spotkań uczą się tworzenia grafik, filmów czy strategii reklamowych, oprócz tego badają konkurencję, tworzą kampanie promocyjne i organizują sesje kreatywne, pozwalające poznać nowe metody pracy w grupie.

- Information Technology – dział koordynujący działalność Wiggoru w Internecie. Jego członkowie zajmują się głównie tworzeniem i prowadzeniem stron internetowych, ich pozycjonowaniem, zarządzaniem bazami danych czy tworzeniem skryptów, znacznie ułatwiających funkcjonowanie całego Stowarzyszenia. Odpowiadają także za techniczną stronę organizowanych projektów czy konkursów.

- Public Relations – dział zajmujący się komunikacją i tworzeniem tekstów, które ukazują się na stronach i profilach[2][3][4] należących do Stowarzyszenia, m.in. na portalu Facebook. Członkowie przygotowują również oferty dla potencjalnych wspólników oraz uczestników konkursów czy wydarzeń, a także współpracują z partnerami medialnymi. Na spotkaniach poruszane są także tematy związane z kreowaniem dobrego wizerunku oraz tworzeniem chwytliwych reklam.

## Projekty
Stowarzyszenie organizuje i koordynuje szereg projektów, adresowanych do młodzieży studenckiej z całej Polski. Przyjmują one formę konkursów, spotkań warsztatowych, klubów dyskusyjnych czy też eventów rozrywkowych. Do obecnie działających projektów zaliczają się:
- Karierosfera[5] – ogólnopolski konkurs organizowany od 2001 r. w największych polskich miastach. Jego celem jest wyłonienie osób posiadających szeroki zakres wiedzy ekonomicznej, prawniczej oraz informatycznej. Konkurs odbywa się w trzech etapach, a główną nagrodą w każdej z dziedzin jest płatny staż w firmie, będącej patronem danej dziedziny.

- Językiada[6] – konkurs językowy o zasięgu ogólnopolskim. Głównym celem Językiady jest wyłonienie studentów wyróżniających się ponadprzeciętną znajomością języków obcych. Ponadto projekt ma za zadanie uświadomienie studentom wagi znajomości języków obcych na drodze ich kariery zawodowej oraz zachęcenie do szlifowania umiejętności językowych. Główną nagrodą w konkursie jest opłacony wyjazd na zagraniczny kurs językowy.

- Ranking – Najlepsi z Najlepszych[7] – projekt powstały w 1996 r., mający na celu wyłonienie najlepszych studentów Uniwersytetu Ekonomicznego we Wrocławiu na poszczególnych latach i wydziałach. Najważniejszym kryterium branym pod uwagę podczas wyłaniania zwycięzcy jest nie tylko średnia uzyskana podczas roku akademickiego, ale także odbyte kursy, przynależność do organizacji studenckich, kół naukowych czy uczestnictwo w szkoleniach i seminariach.

- Kobieta z Wiggorem[8] – cykl corocznych wydarzeń i eventów, organizowanych dla studentek wszystkich wrocławskich uczelni. Bezpłatne warsztaty, spotkania, prelekcje i zabawy mają za zadanie zapewnić rozrywkę, rozwój oraz pomóc młodym kobietom odkrywać siebie.

- fenoMEN – projekt skierowany do mężczyzn, studiujących na wrocławskich uczelniach. Jego istotą jest m.in. propagowanie niekonwencjonalnych sposobów spędzania czasu wolnego i aktywnego trybu życia wśród studentów. Działania projektowe skupiają się głównie na eventach rozrywkowych, takich jak turnieje sportowe czy komputerowe.

- (rozmowy) – cykl otwartych spotkań dyskusyjnych, podczas których uczestnicy dzielą się przemyśleniami, konfrontują różne poglądy i wymieniają opinie na konkretny temat. Spotkania mają charakter otwarty dla wszystkich, niekiedy biorą w nich udział także osoby będące specjalistami w dziedzinie, będącej przedmiotem dyskusji.

### Projekty obecnie zawieszone
- StartAP – Akademia Przedsiębiorczości – projekt skierowany do wszystkich studentów, którzy pragną poszerzać swoją wiedzę i umiejętności z dziedzin takich jak m.in. finanse, marketing, zarządzanie, negocjacje i sprzedaż.

- Streetball Challenge – turniej koszykówki ulicznej, który odbywa się w trakcie Ekonomaliów – jednej z największych imprez studenckich we Wrocławiu.

- Informatyka Biznesowa – projekt szkoleniowy przygotowany z myślą o studentach informatyki oraz kierunków pokrewnych. Składają się na niego trzy dni spotkań wykładowo-warsztatowych, dzięki którym uczestnicy mogą wzbogacić swoją wiedzę z zakresu najnowszych osiągnięć IT dla biznesu oraz spotkać się z przedstawicielami firm, szeroko związanych z informatyką biznesową.

Co roku Stowarzyszenie decyduje, które projekty będą realizowane w danym roku akademickim. Podczas Walnego Zebrania wszystkich członków Stowarzyszenia wybierani są wówczas, spośród zgłaszających się kandydatów, Koordynatorzy Główni wszystkich projektów.